# Rainer Arnold (Afrikanist)
Rainer Arnold (* 1. August 1941 in Lößnitz (Erzgebirge)) ist ein deutscher Afrikanist und Literaturwissenschaftler. Er lehrte von 1982 bis 1993 als Professor für Kultur und Literaturen Afrikas an der Universität Leipzig.

## Leben
Rainer Arnold wurde als Sohn eines Metallarbeiters und einer Strumpfwirkerin und Näherin im sächsischen Erzgebirge geboren. Er besuchte Schulen in Lößnitz und Aue. Nach seinem Abitur studierte er von 1960 bis 1965 Afrikanistik und Geschichte an der Karl-Marx-Universität Leipzig und schloss in beiden Fächern mit Diplom ab. Seit 1965 arbeitete er wissenschaftlicher Assistent des dortigen Afrika-Instituts mit Lehrauftrag für Swahili und afrikanische Literaturen. Mit Untersuchungen zu Menschenbild und Gesellschaftskonzeption im Prosawerk des Swahili-Schriftstellers Shaaban Roberts wurde Arnold 1970 bei Siegmund Brauner zum Dr. phil. promoviert. Von 1972 bis 1974 lehrte er als Senior Lecturer an der Universität Dar es Salaam in Tansania, dann kehrte er als Wissenschaftlicher Oberassistent an die Universität Leipzig zurück. Er war ab 1976 Mitglied der Internationalen Vereinigung für Vergleichende Literaturwissenschaft (AILC) und des Nationalkomitees für Literaturwissenschaft bei der Akademie der Wissenschaften der DDR.
Mit der Schrift Entwicklungsprobleme der Prosaliteratur in Ostafrika. Untersuchungen zu Genesis und Situation des ostafrikanischen Romans schloss Arnold 1977 seine Promotion B zum Dr. sc. phil. ab, die nach der deutschen Wiedervereinigung als Habilitation anerkannt wurde. Anschließend lehrte er als Hochschuldozent für Literatur der Völker Afrikas an der Leipziger Sektion für Afrika- und Nahostwissenschaften. Einen einjährigen Forschungsaufenthalt verbrachte er am Sektor Asien und Afrika des Instituts für Weltliteratur bei der Akademie der Wissenschaften der UdSSR in Moskau. Zurück in Leipzig wurde Arnold 1982 als ordentlicher Professor für Afrikanistik/Kultur und Literaturen Afrikas berufen. Gastprofessuren führten ihn an die Universitäten Addis Abeba (Äthiopien), Freetown (Sierra Leone), Lusaka (Sambia) und Ibadan (Nigeria). Von 1986 bis 1990 war er Direktor der Sektion Afrika- und Nahostwissenschaften an der Karl-Marx-Universität Leipzig.
Nach der deutschen Wiedervereinigung konnte Arnold seine Professur zunächst behalten, 1993 kündigte ihn aber das sächsische Wissenschaftsministerium. Nach einer Beschäftigung als Projektleiter eines regionalkundlichen Forschungsprojektes (1994–1996) arbeitete er von 1997 bis zum Renteneintritt 2006 als Leiter des Volkskundemuseums in Wyhra bei Borna.
Arnold befasste sich vor allem mit Swahili- und englischsprachiger Literatur (Ost-)Afrikas. Er gab mehrere Anthologien von Lyrik, Prosa und Märchen aus Afrika heraus. Beim Kleinen Wörterbuch der Weltliteratur (1. Auflage erschienen 1983) verantwortete er den Themenbereich afrikanische Literaturen.